# Sgaw
Sgaw (Bijeli Kareni), tibetsko-burmansko pleme iz skupine Karena nastanjen na delti rijeke Irrawaddy i susjednim krajevima Burme i obližnjem Tajlandu u provincijama Tak, Maehongson, Chiangmai i Chiangrai blizu burmanske granice. Sami sebe i susjedne rođake nazivaju Pga-gan YawPopulacija Sgawa iznosila je 1,284,700 (u Burmi; 1983.), i 300,000 u Tajlandu, ukupno 1,584,700. Sgawi ovore dijalektima panapu i palakhi (ili palachi) i njihovi govornici čine 70% karenske populacije. Sela tajlandskih Sgawa nalaze se u planinama. Uzgajivači su riže.

## Vanjske poveznice
- Sgaw Karen of Thailand  Arhivirana inačica izvorne stranice od 12. svibnja 2008. (Wayback Machine)